# إمبوريا (مركز تسوق)
إمبوريا هو أكبر مركز تسوق في الدول الاسكندنافية. يقع في مدينة مالمو في السويد. تم افتتاحه عام 2012 وبلغ إجمالي نفقات البناء حوالي 2 مليار كرونة سويدية. صمم المشروع المعماري جيرت وينجارده (Gert Wingårdh) من وينجارده أركيتكونتور (Wingårdh arkitektkontor).
يقول المعماري ان مدخل المركز «يجر الناس إلى الداخل»

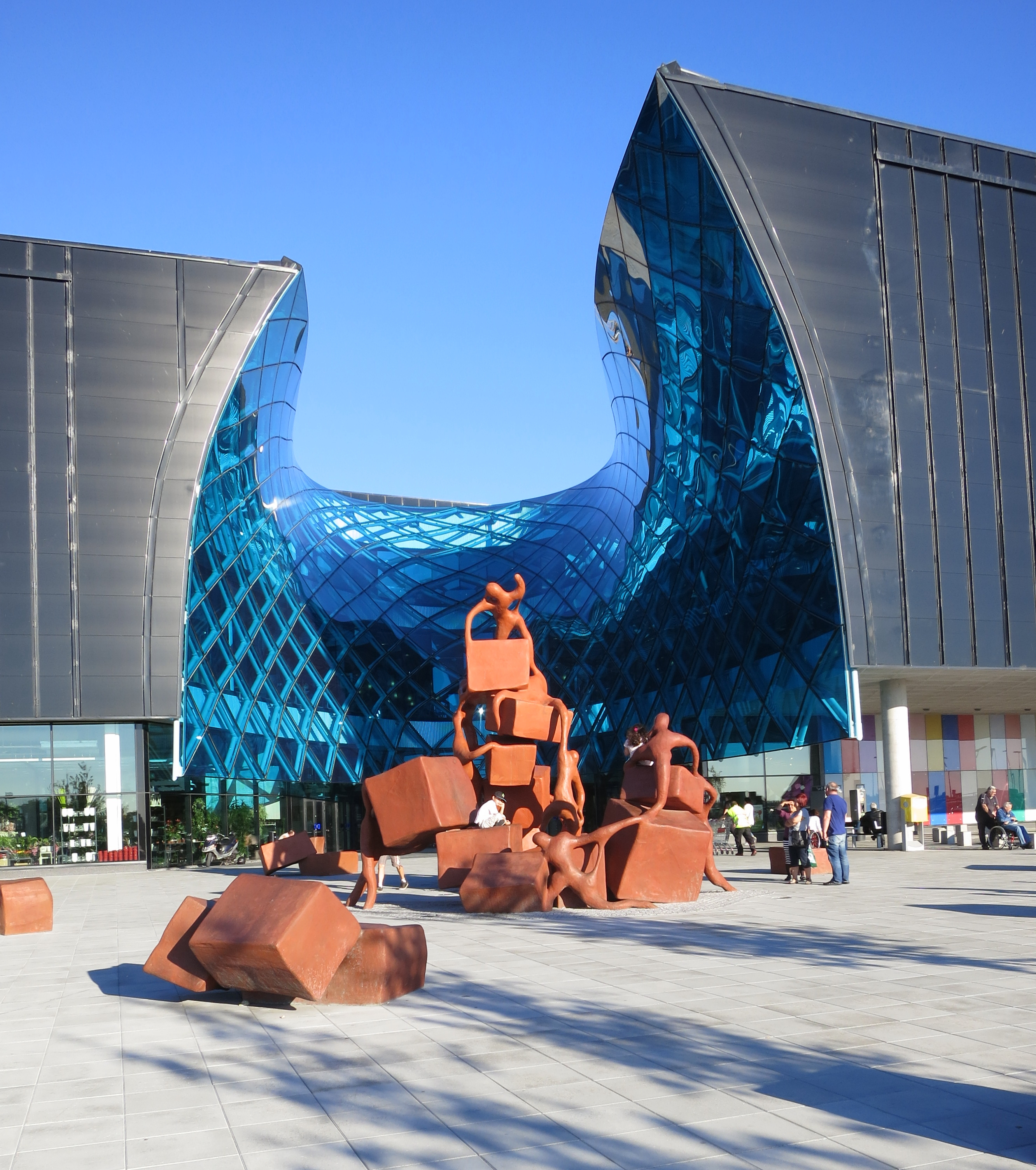
إمبوريا

تم تزيين المبنى بتصميم صوتي (sound design) ومناظر صوتية تم تصميمها من قبل وكالة تصميم الصوت رادجا (Radja Sound Design

يرتكز الزجاج الذهبي المنحني عبر هيكل شبكي، والذي ينحني لأعلى وللخلف للسماح لضوء النهار باختراق فناء المدخل.
يوجد حوالي 200 متجر في إمبوريا، بمساحة إجمالية قدرها 93000 متر مربع. يتكون المركز التجاري من ثلاثة طوابق تعلوها شرفة على السقف تبلغ مساحتها 27000 متر مربع، أي ما يعادل أربعة ملاعب كرة قدم تقريبًا.يوظف المركز حوالي 3000 شخص. ويستقبل المركز حوالي 25000 زائر يوميًا.
إمبّوريا: متاجر تجارة تنويعية (أو متاجر المستودعات)
عندما نقول أن شكل العمارة يعتمد على وظيفتها، يجب التذكر أيضا أنها اداة للتواصل والإعلام، وبالتالي وفقا لذلك يجب تحليلها ودراستها

## وصلات خارجية
- Designing Asymptotic Geodesic Hybrid Gridshells